# Rakéta-sorozatvető

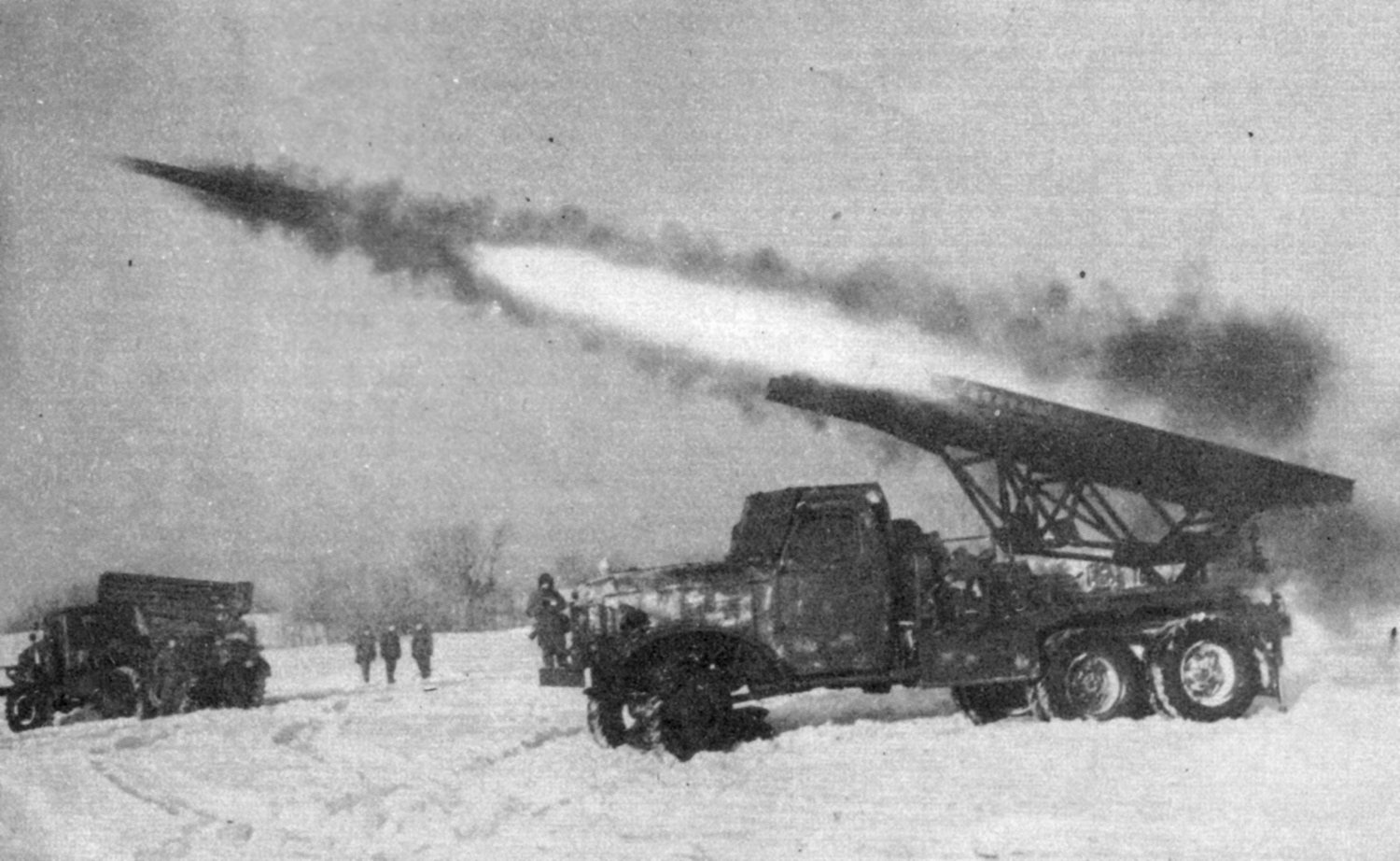
BM-13 Katyusa rakéta-sorozatvető rakétát indít, a háttérben egy BM–21 Grad

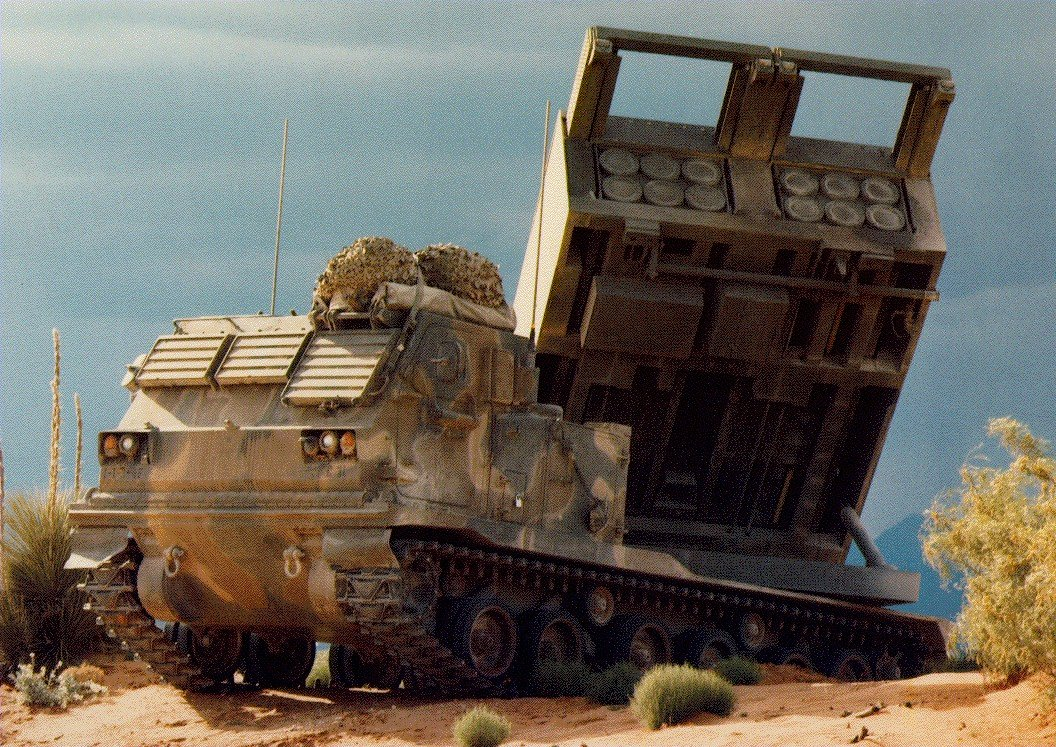
Amerikai M270 MLRS

A rakéta-sorozatvető nem irányított rakéták illetve újabban irányított rakéták indítására képes tüzérségi eszköz. A körbeforgatható talapzaton egymással párhuzamosan több (8-40) indítócsövet vagy indítósínt helyeznek el, melyekből a rakéták sorozatban vagy egyenként indíthatóak. A vetőcsövek oldal- és magassági beállításával biztosítják a rakéták megfelelő irányzását. A sorozatvető vontatott vagy önjáró, kerekes vagy lánctalpas alvázra van építve. Hatótávolsága tipikusan 10-80 kilométer. A legismertebb rakéta-sorozatvetők a második világháborús szovjet BM-13 Katyusa, a szintén szovjet BM–21 Grad, valamint az amerikai M270 MLRS.
A csöves tűzfegyverekkel (ágyúk, tarackok, aknavetők) szemben a rakéta-sorozatvetők tüze kevésbé pontos, viszont a teljes rakéta-javadalmazásukat rövid időn belül el tudják lőni, majd utána gyorsan tüzelőállást tudnak változtatni. Emiatt páncélzatuk, ha van, gyengébb. Számos rakéta-sorozatvető rendszer rakétái már irányítottak, így pontosságuk sokat javult, bár költségesebbek is mint a nem irányított rakétarendszerek.
Napjainkban a sorozatvetők szerepe is megváltozott, különös tekintettel a NATO haderők esetében és már precíz, mélységi csapásmérés lett a feladatuk ezeknek a rendszereknek. Ilyen rendszer például a HIMARS, az  M270 MLRS, a PULS vagy Chunmoo. Jellemzően már csak irányított rakéták fejlesztése és gyártás folyik ezekhez a rendszerekhez, míg a nem irányított rakéták pedig kivonásra kerültek a legtöbb nyugati haderőben: a tömegtűz helyett az "egy lövés, egy találat" elv érvényesül.